# 인생 복덕방
인생 복덕방(人生福德房)은 한국에서 제작된 박성복 감독의 1959년 영화이다. 김승호 등이 주연으로 출연하였고 김만길 등이 제작에 참여하였다.

## 출연

### 주연
- 김승호
- 이경희
- 박노식

## 제작진
- 원작자: 김화랑
- 조명: 이한찬
- 녹음: 최칠복
- 미술: 임명선